# A Bao A Qu - Um Lance de Dados
A Bao A Qu - Um Lance de Dados é uma criação coletiva da Companhia dos Atores, baseada em Livro dos Seres Imaginários, de Jorge Luis Borges, e Um Lance de Dados, de Malarmé.
Encenada em 1990 no Espaço Cultural Sérgio Porto, no Rio de Janeiro, recebeu o prêmio Molière como melhor direção (Enrique Díaz).